# 阿尔韦托·拉莫斯
阿尔韦托·拉莫斯·塞斯马（西班牙語：Alberto Ramos Sesma，1907年5月25日—1967年3月17日），墨西哥男子马球运动员。他曾代表墨西哥参加1936年夏季奥林匹克运动会马球比赛，获得一枚铜牌。